# Đậu khấu thơm
Amomum subulatum, là một loài thực vật có hoa trong họ Gừng. William Roxburgh (1751-1815) đặt tên khoa học cho loài này năm 1814, nhưng mô tả khoa học đầu tiên cho nó chỉ được công bố năm 1820; (in lại năm 1832). Tên khoa học kèm hình minh họa cho loài được in tại trang 277 phần 3 Quyển III Sách Plants of the Coast of Coromandel của William Roxburgh năm 1819.

## Phân bố
Loài này có tại Ấn Độ (Arunachal Pradesh, Assam, Bihar, Meghalaya, Mizoram, Nagaland, Sikkim, Tây Bengal), Bangladesh, Bhutan, Myanmar, Nepal, Trung Quốc (Quảng Tây, Tây Tạng, Vân Nam). Môi trường sống là rừng rậm, ở cao độ 300-1.300 m.

## Mô tả
Cây cao 1–2 m. Lưỡi bẹ 3–4 mm, dạng màng, đỉnh thuôn tròn, có khía; cuống lá không có hoặc gần như vậy trên các lá gần, 1–3 cm trên các lá xa; phiến lá thuôn dài-hình mũi mác, 25-60 × 3,5–11 cm, nhẵn nhụi, đáy tròn hoặc hình nêm, đỉnh có chóp nhọn dài. Cụm hoa dạng bông gần giống hình con quay, đường kính khoảng 5 cm; cuống 0,5-4,5 cm, bẹ giống vảy màu nâu; lá bắc màu đỏ nhạt, hình trứng, khoảng 3 cm, đỉnh tù với mũi nhọn dạng sừng; lá bắc con hình ống, khoảng 3 cm, đỉnh nhọn, có khía. Đài hoa nhẵn nhụi, 3 khe đến giữa; các thùy hình giùi. Ống tràng hoa dài bằng đài hoa; các thùy màu vàng, thùy trung tâm hình giùi ở đỉnh. Các nhị lép ở bên màu đỏ, hình giùi, khoảng 2 mm. Cánh giữa môi dưới có gân giữa màu vàng, thuôn dài, khoảng 3 cm, có lông tơ màu trắng, các gân nổi rõ, đỉnh cuốn trong. Chỉ nhị khoảng 5 mm; bao phấn khoảng 1 cm; phần phụ liên kết hình elip, nguyên, khoảng 4 mm. Quả nang màu tía hoặc nâu đỏ, hình cầu, đường kính 2-2,5 cm, với 10 cánh lượn sóng, đỉnh với đài hoa bền. Ra hoa tháng 5-6, tạo quả tháng 6-9. 2n = 48.

## Tên gọi
Tại Trung Quốc nó được gọi là 香豆蔻  (hương đậu khấu), nghĩa đen là đậu khấu thơm.

## Hình ảnh

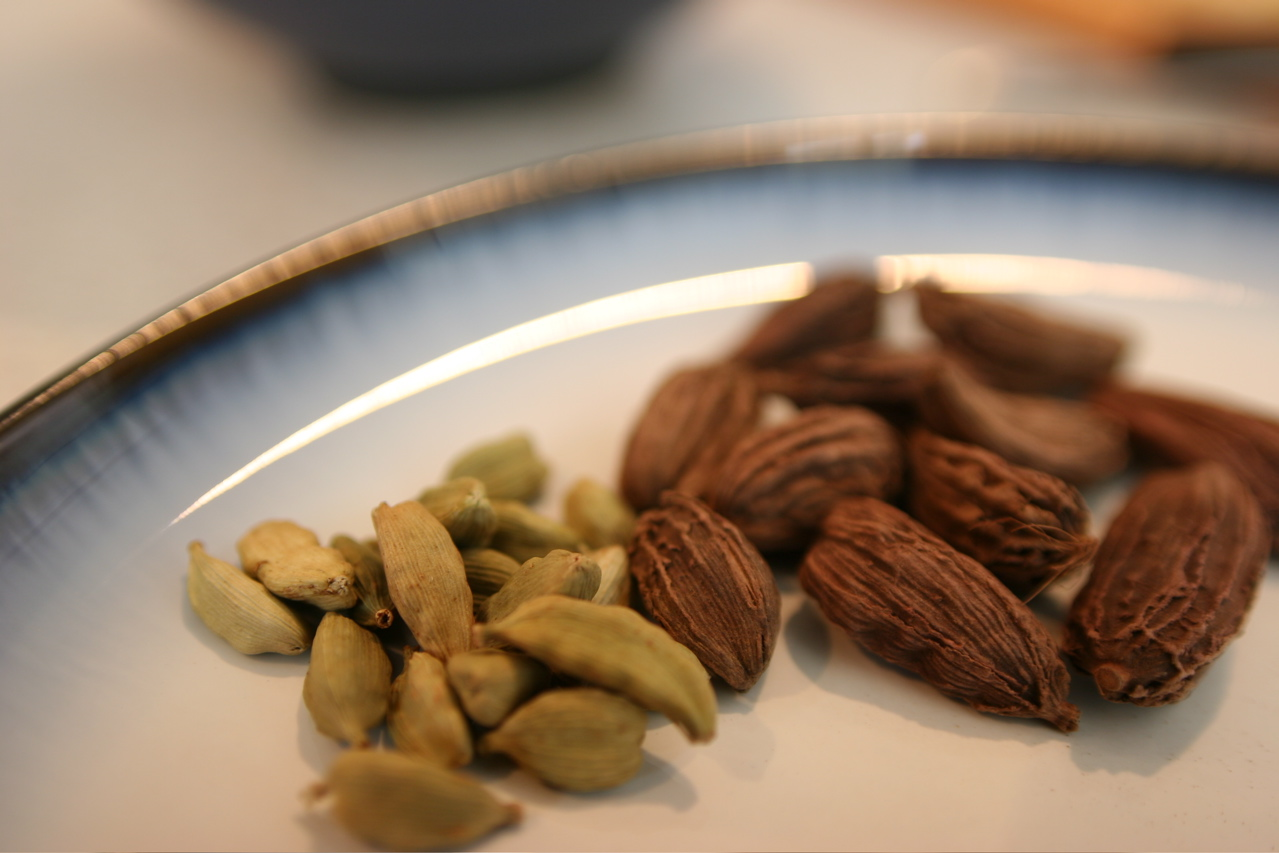
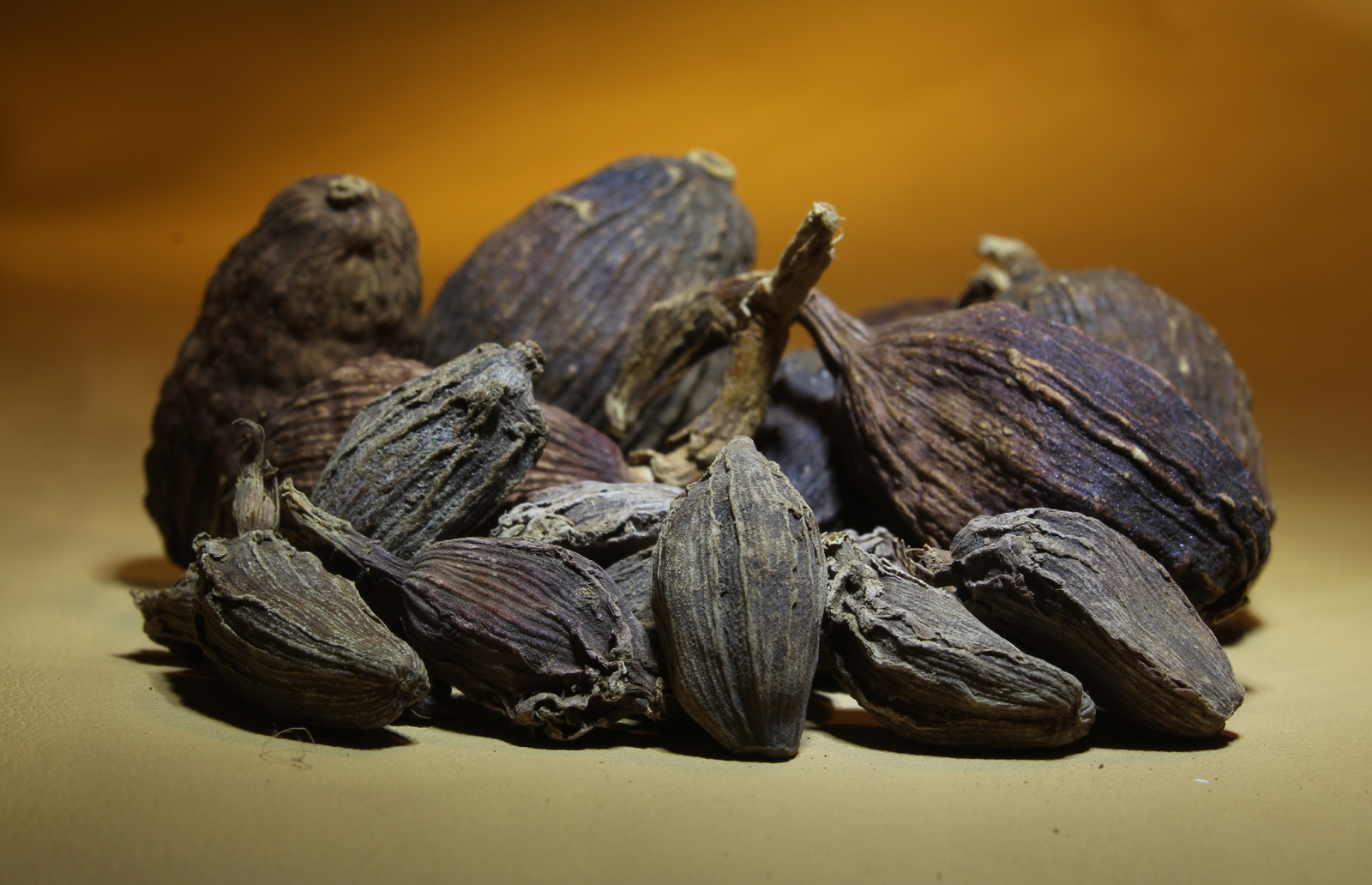
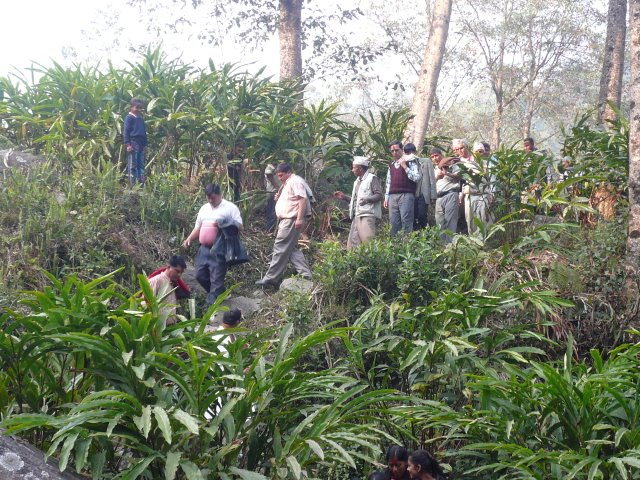
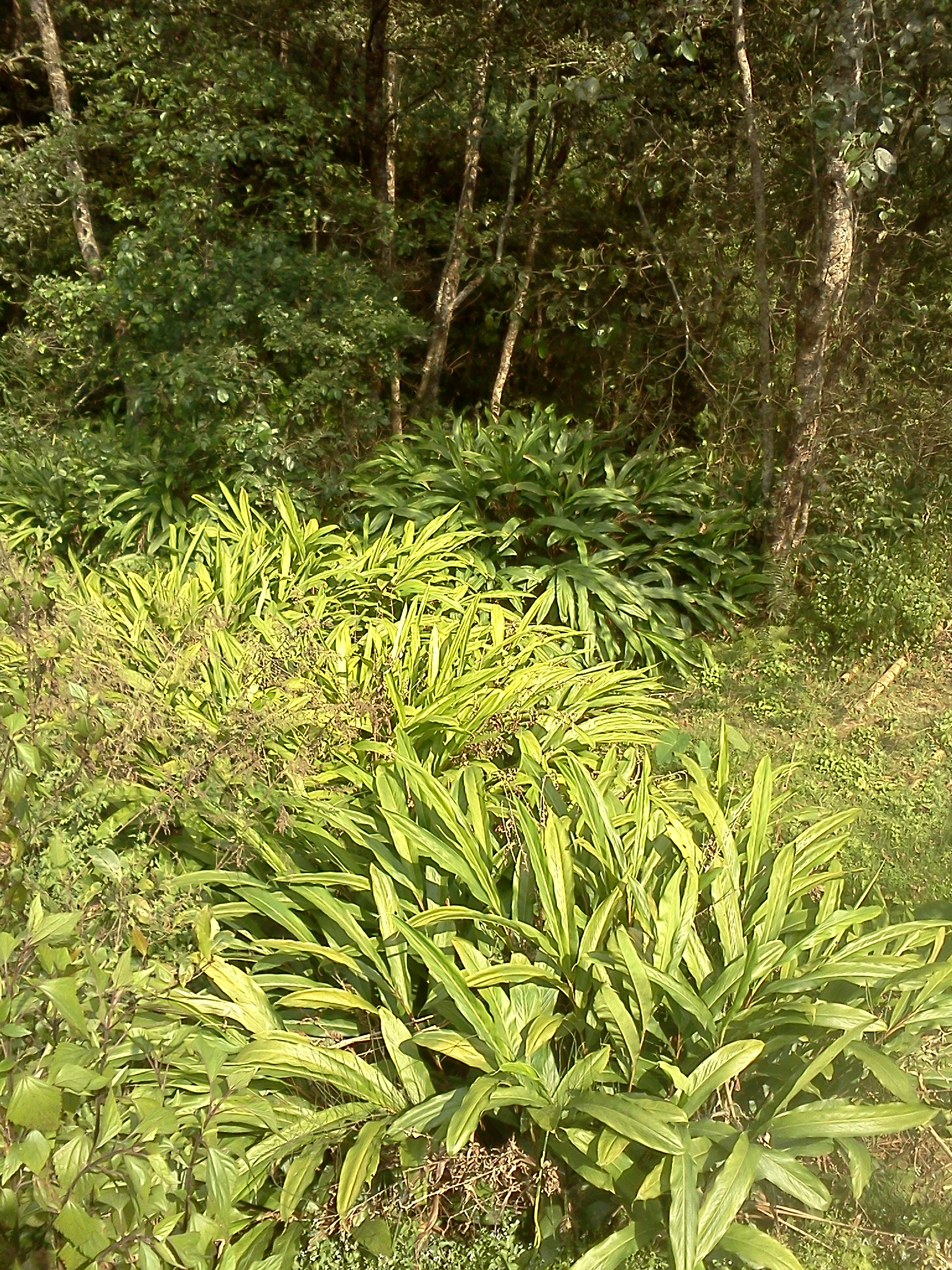